# Пођо ди Лоро (Арецо)
Пођо ди Лоро је насеље у Италији у округу Арецо, региону Тоскана.
Према процени из 2011. у насељу је живело 84 становника. Насеље се налази на надморској висини од 630 м.